# بصری دیریملیلی
بصری دیریملیلی (ترکی استانبولی: Basri Dirimlili; ۷ ژوئن ۱۹۲۹ – ۱۴ سپتامبر ۱۹۹۷) بازیکن و مربی فوتبال اهل ترکیه بود.
از باشگاه‌هایی که در آن بازی کرده‌است می‌توان به باشگاه فوتبال گالاتاسرای و باشگاه فوتبال فنرباغچه اشاره کرد.
وی همچنین در تیم ملی فوتبال ترکیه بازی کرده‌است.